# Jan Fridrich Braniborsko-Ansbašský
Jan Fridrich Braniborsko-Ansbašský (18. října 1654 – 22. března 1686) byl od roku 1667 braniborsko-ansbašský markrabě a otec budoucí anglické královny Karoliny z Ansbachu.

## Život
Narodil se jako nejstarší syn markraběte Albrechta II. a jeho druhé manželky Žofie Markéty Oettingenské. Jelikož byl v roce 1667, kdy markrabě Albrecht zemřel, jeho syn nezletilý, vládla v markrabství regentská rada. Vlády se Jan Fridrich chopil v roce 1672, poté co studoval na univerzitách v Štrasburku a Ženevě. Byl laskavé povahy, postrádal však jakékoliv politické či vojenské ambice. Byl mecenášem kultury, milovníkem baletu a opery. Perfektně ovládal francouzštinu a z návštěvy dvora Ludvíka XIV. si odnesl vytříbený cit pro literaturu. Překládal francouzské romány do němčiny a pod pseudonymem si nechal vydat i své vlastní literární výtvory. Talentovaný markrabě zemřel 22. března 1686 na neštovice ve věku 31 let. Byl pohřben v kryptě kostela sv. Gumberta v Ansbachu. Jeho nástupcem byl jeho syn z prvního manželství Kristián Albrecht.

## Manželství a potomci
V únoru 1672 se oženil v Durlachu s Johanou Alžbětou Bádensko-Durlašskou (1651–1680), dcerou markraběte Fridricha VI. Narodilo se jim pět dětí:
- 1. Leopold Fridrich Braniborsko-Ansbašský (29. 5. 1674 Ansbach – 21. 8. 1676 tamtéž)[4]
- 2. Kristián Albrecht Braniborsko-Ansbašský (18. 9. 1675 Ansbach – 16. 10. 1692 tamtéž), markrabě braniborsko-ansbašský od roku 1686 až do své smrti (vládli za něj regenti), svobodný a bezdětný[5]
- 3. Dorotea Frederika Braniborsko-Ansbašská (12. 8. 1676 Ansbach – 13. 3. 1731 Hanau)[6][7]
⚭ 1699 Jan Reinhard III. Hanau-Lichtenberský (31. 7. 1665 Rheinau – 28. 3. 1736 Hanau), hrabě z Hanau-Münzenbergu a z Hanau-Lichtenbergu[8][9]
- 4. Jiří Fridrich II. Braniborsko-Ansbašský (3. 5. 1678 Ansbach – 29. 3. 1703 poblíž Schmidmühlenu), markrabě braniborsko-ansbašský od roku 1692 až do své smrti, padl v bitvě u Schmidmühlenu (Válka o španělské dědictví), svobodný a bezdětný[10][11]
- 5. Šarlota Žofie Braniborsko-Ansbašská (29. 6. 1679 – 24. 1. 1680)

Po smrti své první ženy v roce 1680 pojal za choť v Eisenachu v listopadu 1681 princeznu Eleonoru Sasko-Eisenašskou (1662–1696). Měli spolu tři děti:
- 1. Karolina z Ansbachu (1. 3. 1683 Ansbach – 20. 11. 1737 Londýn)[12][13]
⚭ 1705 Jiří II. (9. 11. 1683 Hannover – 25. 10. 1760 Londýn), panovník Království Velké Británie a Irska od roku 1727 až do své smrti[14][15]
- 2. Fridrich August Braniborsko-Ansbašský (3. 1. 1685 – 30. 1. 1685)[16][17]
- 3. Vilém Fridrich Braniborsko-Ansbašský (8. 1. 1686 Ansbach – 7. 1. 1723 Schwabach), markrabě braniborsko-ansbašský od roku 1703 až do své smrti[18]
⚭ 1709 Kristýna Šarlota Württembersko-Winnentalská (20. 8. 1694 Kirchheim unter Teck – 25. 12. 1729 Ludwigsburg)[19]